# Team Lawson
Team Lawson – były południowoafrykański zespół wyścigowy. Uczestniczył w trzech Grand Prix Formuły 1 w latach 1963–1969, a jego kierowcami byli Ernest Pieterse i Basil van Rooyen.

## Wyniki w Formule 1
| Legenda oznaczeń w tabelach wyników Wyświetl szablon na nowej stronie | Legenda oznaczeń w tabelach wyników Wyświetl szablon na nowej stronie                                                                     |
| Oznaczenie                                                            | Wyjaśnienie |
| --------------------------------------------------------------------- | --- |
| Złoty                                                                 | Zwycięzca lub mistrzostwo |
| Srebrny                                                               | 2. miejsce lub wicemistrzostwo |
| Brązowy                                                               | 3. miejsce lub II wicemistrzostwo |
| Zielony                                                               | Ukończył, punktował (w klasyfikacji generalnej, gdy zdobył co najmniej jeden punkt na przestrzeni sezonu, poza trzema powyższymi opcjami) |
| Niebieski                                                             | Ukończył, nie punktował (w klasyfikacji generalnej, gdy nie zdobył co najmniej jednego punktu na przestrzeni sezonu)                      |
| Czerwony                                                              | Nie zakwalifikował się (NZ) |
| Czerwony                                                              | Nie prekwalifikował się (NPK) |
| Różowy                                                                | Nie ukończył (NU) |
| Różowy                                                                | Niesklasyfikowany (NS) (w klasyfikacji generalnej, gdy nie został sklasyfikowany w żadnym wyścigu sezonu)                                 |
| Czarny                                                                | Zdyskwalifikowany (DK) |
| Czarny                                                                | Wykluczony (WYK/EX) |
| Biały                                                                 | Nie wystartował (NW) |
| Biały                                                                 | Kontuzjowany (K/INJ) |
| Biały                                                                 | Wyścig odwołany (OD/C) |
| Bez koloru                                                            | Został wycofany (WYC/WD) |
| Bez koloru                                                            | Nie przybył (NP/DNA) |
| Bez koloru                                                            | Nie brał udziału w treningach (NT/DNP) |
| Bez koloru                                                            | Nie został zgłoszony (–) |
| Pogrubienie                                                           | Start z pole position |
| Kursywa                                                               | Najszybsze okrążenie wyścigu |
| †                                                                     | Nie ukończył, ale jego rezultat został zaliczony ze względu na przejechanie więcej niż 90% dystansu wyścigu.                              |
| *                                                                     | Sezon w trakcie |
| 1/2/3                                                                 | Punktowana pozycja w sprincie kwalifikacyjnym                                                                                             |
| Lista systemów punktacji Formuły 1                                    | |

| Sezon | Samochód    | Silnik    | Opony           | Kierowcy         | 1   | 2   | 3   | 4   | 5   | 6   | 7   | 8   | 9   | 10  | 11  |
| ----- | ----------- | --------- | --------------- | ---------------- | --- | --- | --- | --- | --- | --- | --- | --- | --- | --- | --- |
| 1963  | Lotus 21    | Climax R4 | D               |                  | MCO | BEL | NLD | FRA | GBR | DEU | ITA | USA | MEX | ZAF |     |
| 1963  | Lotus 21    | Climax R4 | D               | Ernest Pieterse  |     |     |     |     |     |     |     |     |     | NU  |     |
| 1965  | Lotus 21    | Climax R4 |                 |                  | ZAF | MCO | BEL | FRA | GBR | NLD | DEU | ITA | USA | MEX |     |
| 1965  | Lotus 21    | Climax R4 | Ernest Pieterse | NZ               |     |     |     |     |     |     |     |     |     |     |     |
| 1969  | McLaren M7A | Ford V8   | D               |                  | ZAF | ESP | MCO | NLD | FRA | GBR | DEU | ITA | CND | USA | MEX |
| 1969  | McLaren M7A | Ford V8   | D               | Basil van Rooyen | NU  |     |     |     |     |     |     |     |     |     |     |